# Éric Bompard
Pour les articles homonymes, voir Bompard.
Éric Bompard est une société française spécialisée dans le cachemire, et le créateur de cette société.

## Historique
La société a été fondée en 1985 par Éric Bompard, ancien cadre informatique qui s'est passionné pour un tissu, le cachemire.
Éric Bompard se rend en Asie où il observe le brossage des caprins, le peignage, le filage et le nettoyage des fibres. Il a l'idée de faire fabriquer les pulls dans une des régions d'élevage des chèvres, aux confins de la Mongolie-Intérieure, région autonome chinoise, pour faire bénéficier les produits des faibles coûts de production sur place, et va à la rencontre de Wang Linxiang, un entrepreneur chinois patron d'une usine perdue dans le désert de Gobi, la société Erdos, leader mondial avec 14 000 tonnes de cachemire produites par an, pour construire avec lui un partenariat inédit à l'époque. 
Une SARL est créée en 1983, avec 100 000 francs en poche. Les problèmes de quotas contrôlés par Bruxelles surmontés, il ouvre en 1984 la première boutique, rue Montrosier, à Neuilly-sur-Seine, avec trois modèles, déclinés en trois tailles et en trois coloris. Il signe également un contrat d'exclusivité avec Erdos, puis propose à ce fournisseur, à la fin des années 1980 de devenir actionnaire de la maison Bompard à 20 % : une façon de sécuriser les approvisionnements en matière première. La société a une image liée à une matière, le cachemire, comme Levi's l'est avec la toile de denim. Le choix est de privilégier la qualité de la fibre : « Nous choisissons les fils les plus longs et les plus fins qui sont aussi les plus doux » affirme le fondateur. Celui-ci choisit également de développer un réseau exclusif de distribution, excepté la présence d'espaces de vente à son nom en grands magasins parisiens. Une deuxième boutique est créée rue de Varenne à Paris, puis d'autres suivent en France et à l'étranger : en Allemagne, en Belgique puis en Suisse. En 2004, Éric Bompard signe une coentreprise avec son partenaire Erdos pour la distribution de la marque en Extrême-Orient. En 2007, un flagship est créé sur l'avenue des Champs-Élysées. Très symboliquement, la société veut rentrer dans la cour des grands.
La PME se développe avec un chiffre d'affaires de 40 millions d'euros en 2006, 80 millions d'euros en 2012, 300 salariés en France, et, depuis la création de l'entreprise, un résultat net avant impôt de 12 % à 15 %. Le Bureau du Style de la Maison Bompard est à Paris, concevant des collections s'adressant volontairement à toutes les  générations. La proximité avec Erdos permet de tester de nouvelles techniques et d'innover, dans les fils, dans l’ultra-fin, dans le déjaugé (confection utilisant des fils de cachemire de différents diamètres et des aiguilles espacées conférant un effet souple et aéré), ou dans la qualité de l'impression sur une fibre assoiffée d'encre. La marque a recours à quelques égéries célèbres dont Carole Bouquet ou Monica Bellucci.
Dans les années 2010, Éric Bompard transmet progressivement les rênes à sa fille Lorraine de Gournay, qui deviendra la directrice générale de la Maison Bompard.
En 2018, le vendeur de cachemire annonce qu'il va revendre son entreprise à Xavier Marie, le fondateur de Maisons du Monde, ainsi qu'à Apax Partners, et BPIFrance,.
Dan Arrouas (légalement Serge Arrouas) est président depuis 2022 et Laurence Lévy, remplaçant Barbara Werschine, directrice générale depuis 2023.

## Activité, résultat et effectif
|                                        | 2014 | 2015 | 2016 | 2017 | 2018 | 2019 |
| -------------------------------------- | ---- | ---- | ---- | ---- | ---- | ---- |
| Chiffre d'affaires en millions d'euros | 63   | 65   | 67   | 68   | 63   |      |
| Résultat net en millions d'euros       | +3,4 | +2,8 | +4   | +5,1 | +3   |      |
| Effectif moyen annuel                  | 221  | 233  | 239  | 234  | 248  |      |

## Sponsor
De 2004 à 2015, la société est commanditaire du Trophée de France (aussi appelé Trophée Éric Bompard), compétition internationale de patinage artistique et de danse sur glace.
De 2011 à 2016, elle fut également l'un des sponsors de la Solitaire du Figaro, course à voile dénommée un temps « la Solitaire du Figaro Éric Bompard Cachemire », puis La Solitaire Bompard Le Figaro.

### Sources sur le web
- (en) France 24, « Eric Bompard, CEO of Bompard » [vidéo], sur Dailymotion.
- Le Figaro, « Le roi du cachemire Eric Bompard est aussi un amateur de bons vins et d'histoire », sur Dailymotion.
- « Monica Bellucci, première égérie des cachemires Eric Bompard », sur le site leparadisdesmarques.com.